# The Wind Cries Mary
"The Wind Cries Mary" é uma canção escrita por Jimi Hendrix para sua banda The Jimi Hendrix Experience, como terceiro single da banda em seu álbum de estréia Are You Experienced, em 5 de maio de 1967. A canção atingiu o sexto lugar nas paradas musicais do Reino Unido. A faixa é um exemplo de blues-rock psicodélico, como a canção está no tom de Fá maior, com um solo de guitarra, principalmente envolvendo o F maior em escala pentatônica. Foi classificado na 379ª posição na lista das 500 melhores canções de todos os tempos da revista Rolling Stone. Ela foi cover por músicos como Jamie Cullum, John Mayer, Xavier Rudd, Richie Sambora, Sting, Popa Chubby, Pat Boone, Caron Wheeler e Seal.